# All Our Own Work
All Our Own Work è un album a nome di Sandy Denny & the Strawbs pubblicato dalla Hallmark Records nel 1973.I brani del disco furono registrati nell'agosto del 1968 a Copenaghen in Danimarca (nelle note di copertina dell'LP del 1973, mentre nell'edizione CD del 2010 le note interne riportano come data di registrazione il luglio del 1967).

## Tracce
Lato A
Brani composti da Dave Cousin, tranne dove indicato 
1. On My Way – 3:05
2. Who Knows Where the Time Goes – 4:05 (Sandy Denny)
3. Tell Me What You See in Me – 3:40
4. Always on My Mind – 1:53 (Tony Hooper)
5. Stay Awhile – 2:24
6. Wild Strawberries – 1:35 (Dave Cousins, Tony Hooper)

Lato B
1. All I Need Is You – 2:20
2. How Everyone but Sam Was a Hypocrite – 2:45
3. Sail Away to the Sea – 3:22
4. Sweetling – 2:35 (Tony Hooper)
5. Nothing Else Will Do – 2:15

Edizione CD del 2010, pubblicato dalla Witchwood Media Records dal titolo All Our Own Work - The Complete Sessions Remastered
1. On My Way – 3:05 (Dave Cousins) – Original Album
2. Who Knows Where the Time Goes – 4:05 (Sandy Denny) – Original Album
3. Tell Me What You See in Me – 3:40 (Dave Cousins) – Original Album
4. Always on My Mind – 1:53 (Tony Hooper) – Original Album
5. Stay Awhile – 2:24 (Dave Cousins) – Original Album
6. Wild Strawberries – 1:35 (Dave Cousins, Tony Hooper) – Original Album
7. All I Need Is You – 2:20 (Dave Cousins) – Original Album
8. How Everyone but Sam Was a Hypocrite – 2:45 (Dave Cousins) – Original Album
9. Sail Away to the Sea – 3:22 (Dave Cousins) – Original Album
10. Sweetling – 2:35 (Tony Hooper) – Original Album
11. Nothing Else Will Do – 3:16 (Dave Cousins) – Original Album
12. And You Need Me – 3:16 (Dave Cousins) – Original Album
13. Two Weeks Last Summer – 2:04 (Dave Cousins) – Bonus Track - Out-Takes and Demos
14. Nothing Else Will Do – 2:28 (Sandy Denny) – Bonus Track - Out-Takes and Demos
15. Tell Me What You See in Me – 3:40 (Ken Gudmand) – Bonus Track - Out-Takes and Demos
16. Who Knows Where the Time Goes – 4:05 (Sandy Denny) – Bonus Track - Out-Takes and Demos
17. Stay Awhile with Me – 2:24 (Dave Cousins) – Bonus Track - Out-Takes and Demos
18. And You Need Me – 3:16 (Dave Cousins) – Bonus Track - Out-Takes and Demos
19. I've Been My Own Worst Friend – 2:42 (Dave Cousins) – Bonus Track - Out-Takes and Demos
20. Poor Jimmy Wilson – 2:35 (Dave Cousins) – Bonus Track - Out-Takes and Demos
21. Strawberry Picking – 1:37 (Dave Cousins, Tony Hooper) – Bonus Track - Out-Takes and Demos
22. Pieces of 79 and 15 – 2:19 (Dave Cousins, Tony Hooper) – Bonus Track - Previously Unreleased Demos
23. The Falling Leaves – 2:29 (Dave Cousins) – Bonus Track - Previously Unreleased Demos
24. Indian Summer – 2:18 (Dave Cousins) – Bonus Track - Previously Unreleased Demos

## Formazione
- Sandy Denny - voce, chitarra
- Sandy Denny - voce solista (brano CD: 14)
- Dave Cousins - voce, chitarra, banjo
- Dave Cousins - voce solista (brani: LP - B5 / CD - 11)
- Tony Hooper - voce, chitarra
- Ron Chesterman - basso
- Ken Gudmand - batteria
- Ken Gudmand - gong (brano CD: 15)

Musicisti aggiunti 
- Cy Nicklin - sitar (brano CD: 15)
- Sven Lundvig - conduttore musicale (brani CD: 16 e 18)